# Fiodor Alekseïevitch Bogomolov
Fiodor Alekseïevitch Bogomolov (en russe : Фёдор Алексеевич Богомолов, en anglais : Fedor Alekseyevich Bogomolov), né le 26 septembre 1946 à Moscou) est un mathématicien russe et américain, connu pour ses recherches en géométrie algébrique et en théorie des nombres. 

## Biographie
Bogomolov étudie à l'Université d'État de Moscou, dans la Faculté de mécanique et mathématiques. Il obtient son doctorat (le diplôme de « candidat ») en 1974, à l'Institut Steklov, sous la supervision de Sergueï Novikov sur une thèse intitulée Compact Kähler varieties.
Bogomolov travaille ensuite à l'Institut de mathématiques Steklov de Moscou. Bogomolov obtient son habilitation universitaire (Doktor nauk russ) en 1983. En 1994, il émigre aux États-Unis et devient professeur au Courant Institute of Mathematical Sciences de New York. 
De 2009 à mars 2014 il est rédacteur en chef du Central European Journal of Mathematics. Depuis 2014, il est rédacteur en chef du European Journal of Mathematics. Depuis 2010 il est superviseur académique du HSE Laboratory of algebraic geometry and its applications.
Trois conférences ont eu lieu en 2016 en son honneur à l'occasion de son 70e anniversaire, au Courant Institute, à l'université de Nottingham, et à l'École des hautes études en sciences économiques à Moscou.

## Recherche
Bogomolov est crédité de 135 publications indexées sur Zentralblatt MATH (1969–2019), et de 119 publications sur MathSciNet.
Bogomolov est surtout connu pour son travail de pionnier sur les variétés hyperkähleriennes (en)
Dans ses premiers travaux, Bogomolov étudie des variétés appelées par la suite variétés de Calabi–Yau et hyperkähleriennes (en). Il démontre un théorème de décomposition qui utilise le théorème de Calabi–Yau (en) et la classification de Berger des holonomies riemaniennes.
Bogomolov étudie ensuite la théorie des déformations (en) pour des variétés avec de classes canoniques triviales,. Bogomolov prouve ce qui est connu sous le nom de inégalité de Bogomolov–Miyaoka–Yau (en) ou inégalité de Miyaoka-Yau. Dans l'article Families of curves on a surface of general type, Bogomolov étudie les équations diophantiennes à travers la géométrie des variétés hyperboliques  et les systèmes dynamiques. Bogomolov démontre que dans toute surface de type général vérifiant une certaine condition, il n'y a qu'un nombre fini de courbes de genre borné. Michael McQuillan étend ce résultat pour démontrer la conjecture de Green–Griffiths pour de telles surfaces. Dans « Classification of surfaces of class VII{\displaystyle {}_{0}} with {\displaystyle b_{2}=0} », Bogomolov étudie la classification of surfaces de classe de Kodaira VII. Si les classes sont de plus minimales, elles sont dites de classe VII{\displaystyle {}_{0}}. Kunihiko Kodaira classifie ensuite la plupart des surfaces compactes complexes surfaces de classe VII.